# We Will Rock You (musical)
We Will Rock You (sovint abreujat com a WWRY) és un jukebox musical basat en les cançons del grup de rock britànic Queen amb un llibret de Ben Elton. El musical explica la història d'un grup renegat conegut com els Bohemians que lluiten per restaurar el lliure intercanvi de pensament i cultura en un futur llunyà on tothom es vesteix, pensa i actua igual.
Dirigida per Christopher Renshaw i coreografiada per Arlene Phillips, la producció original del West End es va obrir el 2002. Tot i que el musical va ser criticat al principi per la crítica, s'ha convertit en un dels favorits del públic, convertint-se en el musical amb l'estada més llarga del Dominion Theatre, celebrant el seu desè aniversari el 14 de maig de 2012.
La producció original es va tancar el 31 de maig de 2014, en aquell moment l'onzè musical més llarg de la història del West End. Han seguit nombroses produccions internacionals i de gira, i We Will Rock You s'ha vist a sis dels continents del món. Al desembre de 2022, el musical havia estat vist per 20 milions de persones de 28 països.
Del 2 de juny al 27 d'agost de 2023, We Will Rock You va tornar al West End per fer una cursa de 12 setmanes al London Coliseum.

## Desenvolupament
Segons Brian May, el mànager de Queen, Jim Beach, havia parlat amb la banda sobre la creació d'un jukebox musical amb les cançons de Queen des de mitjans dels anys noranta. Inicialment, la intenció era crear una història biogràfica de Freddie Mercury. En aquesta època, la productora de Robert De Niro, Tribeca Productions, va expressar interès per un musical de Queen, però va trobar que la idea original era difícil de treballar.
L'any 2000, es va acostar a Ben Elton per iniciar converses amb May i Taylor sobre el projecte. Va suggerir portar el musical per un camí diferent del que s'imaginava inicialment, creant una història original que captés l'esperit de bona part de la seva música. Va treballar estretament amb May i Taylor per incorporar les cançons de Queen a la història. Elton també ha afirmat que es va inspirar en part en la distopia controlada per ordinador de la pel·lícula de ciència-ficció de 1999 The Matrix . El guió es va completar finalment a mitjan 2001.

## Produccions

### West End i Gires pel Regne Unit

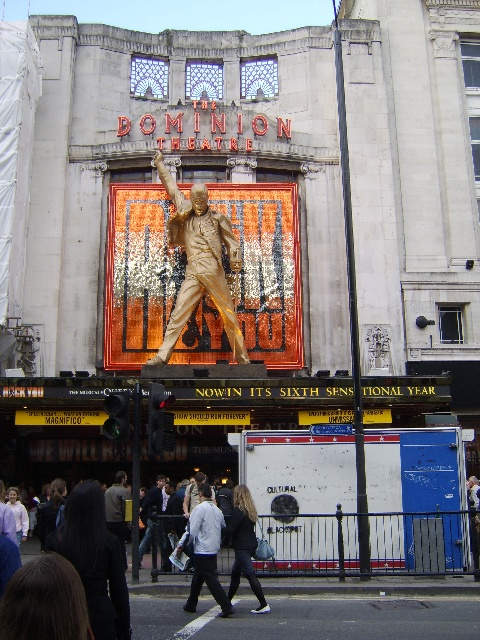
Façana del Dominion Theatre, amb l'estatua de Freddie Mercury

We Will Rock You es va estrenar al West End al Dominion Theatre el 14 de maig de 2002, després de les preestrenes del 26 d'abril. Va ser dirigit per Christopher Renshaw i coreografiat per Arlene Phillips, amb supervisió musical i arranjaments vocals de Mike Dixon. La producció va comptar amb una banda en directe de nou components. El repartiment incloïa Tony Vincent com a Galileo, Hannah Jane Fox com Scaramouche, Sharon D. Clarke com a Killer Queen, Nigel Planer com a Pop, Nigel Clauzel com a Brit i Kerry Ellis com a Meat. Per la seva actuació, Clarke va ser nominada a "Millor actuació en un paper secundari en un musical o entreteniment" als Premis Olivier de 2003. Els reemplaçaments notables del repartiment van incloure Mig Ayesa i Alex Gaumond com a Galileo, Mazz Murray i Brenda Edwards com a Killer Queen, i Rachel Tucker com a Meat. L'any 2005 We Will Rock You es va convertir en el musical més llarg del Dominion Theatre, superant l'anterior rècord de Grease. La producció es va tancar el 31 de maig de 2014, poc després del seu 12è aniversari, i després de 4.600 funcions al Dominion Theatre.
El 2009 es va iniciar una gira al Regne Unit al Palace Theatre de Manchester. El repartiment incloïa Gaumond com a Galileo, Sarah French-Ellis com a Scaramouche, Edwards com a Killer Queen, Georgina Hagen com a Meat, Jonathan Wilkes com a Khashoggi i Kevin Kennedy com a Pop. Una segona gira al Regne Unit es va iniciar el desembre de 2010, també al Palace Theatre de Manchester. L'espectacle es va embarcar en una nova gira pel Regne Unit i Irlanda, començant al Bromley Churchill Theatre , el 16 de setembre de 2019. Després d'una pausa a causa de la pandèmia de COVID-19, la gira va reprendre les actuacions el 7 de febrer de 2022 al Kings Theatre de Portsmouth, tancant el 10 de setembre de 2022 al Palace Theatre de Manchester.
Després de la gira pel Regne Unit, l'espectacle va tornar al West End el 2023, estrenant-se al London Coliseum el 2 de juny per a una estada limitada de 12 setmanes dirigida per Ben Elton i coreografiada per Jacob Fearey. Ian McIntosh i Elena Skye van reprendre els papers de Galileo i Scaramouche, respectivament, de la producció de gira, i Brenda Edwards va continuar com a Killer Queen. També es van unir al repartiment Lee Mead com a Khashoggi, Christine Allado com a Meat i Adrian Hansel com a Brit. Ben Elton va debutar a l'escenari com a líder rebel (abans conegut com a Pop).

### Australàsia i el Pacífic asiàtic
La primera producció internacional es va estrenar al Regent Theatre de Melbourne , Austràlia, el 7 d'agost de 2003. El repartiment incloïa Michael Falzon com Galileo, Kate Hoolihan com Scaramouche, Annie Crummer com Killer Queen i Amanda Harrison com Oz. La producció va tancar el 4 de març de 2004 abans de girar a Perth , Brisbane i Sydney. Després va fer una parada al Shinjuku Koma Theatre de Tòquio, Japó, on va funcionar del 27 de maig al 24 d'agost de 2005. Una segona gira es va llançar el 2006, actuant a Tòquio i Osaka.
A finals de 2007 es va iniciar una gira per Australàsia a Nova Zelanda; el repartiment incloïa Ayesa com a Galileo i Crummer com a Killer Queen. La gira va actuar a Auckland a The Civic, The Edge (del 26 d'octubre al 2 de desembre de 2007), a Seül , Corea del Sud, al Seongnam Arts Center (del 2 al 24 de febrer de 2008) ), a Singapur. al Teatre Esplanade (del 28 de març al 27 d'abril de 2008), a Hong Kong al Teatre Lyric de l'Acadèmia d'Arts Escèniques de Hong Kong (del 16 de maig al 22 de juny de 2008) i a Bangkok, Tailàndia, al Teatre Muangthai Ratchadalai (del 12 al 27 de juliol de 2008).
Una nova gira per Austràlia va començar a Sydney el 30 d'abril de 2016, abans de girar a Brisbane i Melbourne. Es va programar una altra producció per al 2023-2024, se suposava que tenia més de 500 membres del repartiment, inclosos: Courtney Act com a Killer Queen i Peter Rowsthorn com a Buddy. L'octubre de 2022 es va anunciar. que la gira es va cancel·lar per motius legals.

### Espanya
Una producció en castellà va tenir lloc des de l'1 d'octubre de 2003 (estrena oficialment el 3 de novembre) fins al 30 de maig de 2004 al Teatro Calderón de Madrid, amb Momo Cortés i Miquel Fernández com a Galileo. Les cançons "We Will Rock You", "We Are the Champions" i "Bohemian Rhapsody" van conservar la seva lletra en anglès. Després de tancar al Teatre Calderón, l'espectacle va girar per Espanya. El 18 de novembre de 2004 la producció arribà al Teatre Apolo de Barcelona, amb Juan Dávila en el paper de Galileu, Maria Adamuz en el de Scaramouche, Silvia Martí en el de Meat, Nieves Val en el de Killer Queen i Diego Falcón en el de Pop.
L'any 2007 el muntatge va tornar al Teatre Calderón amb preestrenes a partir del 23 de gener i estrena oficial el 12 de febrer. Daniel Diges i Julián Fontalvo van compartir el paper de Galileu. La producció va tancar el 6 de gener de 2008.
Una nova producció va començar les preestrenes el 9 d'octubre de 2021 al Gran Teatre Príncipe Pío de Madrid i es va estrenar oficialment el 24 de novembre.

### Las Vegas, gires nord-americanes i Broadway
Una producció resident a l'hotel i casino Paris Las Vegas de Las Vega , Nevada, va començar les preestrenes el 4 d'agost de 2004, amb una estrena oficial el 8 de setembre. Tony Vincent, que va originar el paper de Galileo a Londres, va repetir el paper, que va alternar amb Jason Wooten. Aspen Miller i Kacie Sheik compartien el paper de Scaramouche, Patti Russo era Killer Queen i Ty Taylor era Brit. La producció de Las Vegas va "retallar" el llibre en un espectacle d'un sol acte La producció va tancar el 27 de novembre de 2005
El 15 d'octubre de 2013 va començar una gira nord-americana a l'Hippodrome Theatre de Baltimore , Maryland, dirigida per Elton El repartiment incloïa Brian Justin Crum com Galileo, Ruby Lewis com Scaramouche, PJ Griffith com Khashoggi, Jacqueline Arnold com Killer Queen, Jared Zirilli com Britney, Ryan Knowles com Buddy i Erica Peck com Oz. La gira va cobrir gairebé la totalitat dels Estats Units, i dues parades a Ontario, Canadà; en total, la gira va incloure 298 actuacions a 29 ciutats.
Una segona gira nord-americana es va iniciar el 3 de setembre de 2019 al Centennial Concert Hall de Winnipeg , Manitoba, Canadà, i va incloure una parada al Madison Square Garden de la ciutat de Nova York del 14 al 17 de novembre de 2019.

### Rússia, Alemanya, Suïssa i Àustria
Una producció russa es va estrenar al Teatre Estrada de Moscou el 17 d'octubre de 2004. El diàleg de la producció i totes les cançons menys tres van ser traduïdes al rus per Evgeni Margulis de Maxina Vremeni. Aquesta producció va tancar només quatre mesos després de la seva obertura a causa de desacords entre els productors de l'espectacle, malgrat les protestes dels fans per mantenir l'espectacle.
Una producció alemanya es va estrenar al Musical Dome, Colònia, el 12 de desembre de 2004. El diàleg parlat era en alemany, però els números musicals consistien en una barreja de lletres alemanyes i angleses. Segons Brian May, Ben Elton pretenia que l'alemany representés el "present" de l'espectacle i l'anglès representava el passat llunyà. La producció es va tancar a Colònia el 30 de setembre de 2008. A continuació, es va estrenar a l'Apollo Theatre de Stuttgart el 13 de novembre de 2008 després de les preestrenes del 7 de novembre de 2008. La producció es va estrenar a Berlín el 21 d'octubre. 2010 i tancat definitivament el 21 d'octubre de 2011.
Una producció en llengua alemanya es va inaugurar a Zuric, Suïssa, el 3 de desembre de 2006 al Theater Stadthof 11, Oerlikon , utilitzant el llibre de la producció de Colònia. La producció va ser protagonitzada per Jessica Kessler com Scaramouche, Brigitte Oelke com Killer Queen i Rachel Fischer com Ozzy. Aquesta producció es va tancar a finals de 2007. Va reobrir a Viena , Àustria, el 24 de gener de 2008, al Teatre Raimund on va funcionar fins al 13 de juliol de 2008.

### Sud-àfrica
Una producció sud-africana es va estrenar al Civic Theatre de Johannesburg el 9 de maig de 2006. Va ser protagonitzada per Francois Schreuder com Galileu, Helen Burger com Scaramouche, Vicky Sampson com Killer Queen i Helen Goldberg com Oz. La producció va fer parades a l'Artscape de Ciutat del Cap (a partir del 25 de juliol) i a la Playhouse Opera de Durban (del 29 de setembre al 29 d'octubre de 2006) abans de tancar-se.

### Canadà
Una producció canadenca va començar les preestrenes el 14 de març i es va inaugurar oficialment el 10 d'abril de 2007 al Canon Theatre de Toronto.
Yvan Pednault va interpretar a Galileo. Erica Peck era Scaramouche, Alana Bridgewater era Killer Queen, Suzie McNeil era Oz i Evan Buliung era Khashoggi. La producció va tancar al Canon Theatre l'11 de maig de 2008 i es va reobrir al Panasonic Theatre el 16 de juliol de 2008 després d'importants reescriptures per retallar l'espectacle. Els talls van incloure diàlegs entre "Ga-Ga" i "I Want to Break Free"; "One Vision" es va tallar; i es va canviar la seqüència de cançons del segon acte. L'octubre de 2008, Camilla Scott va assumir el paper de Khashoggi, un personatge que abans havia estat representat com un home. La producció va tancar el 28 de juny de 2009.

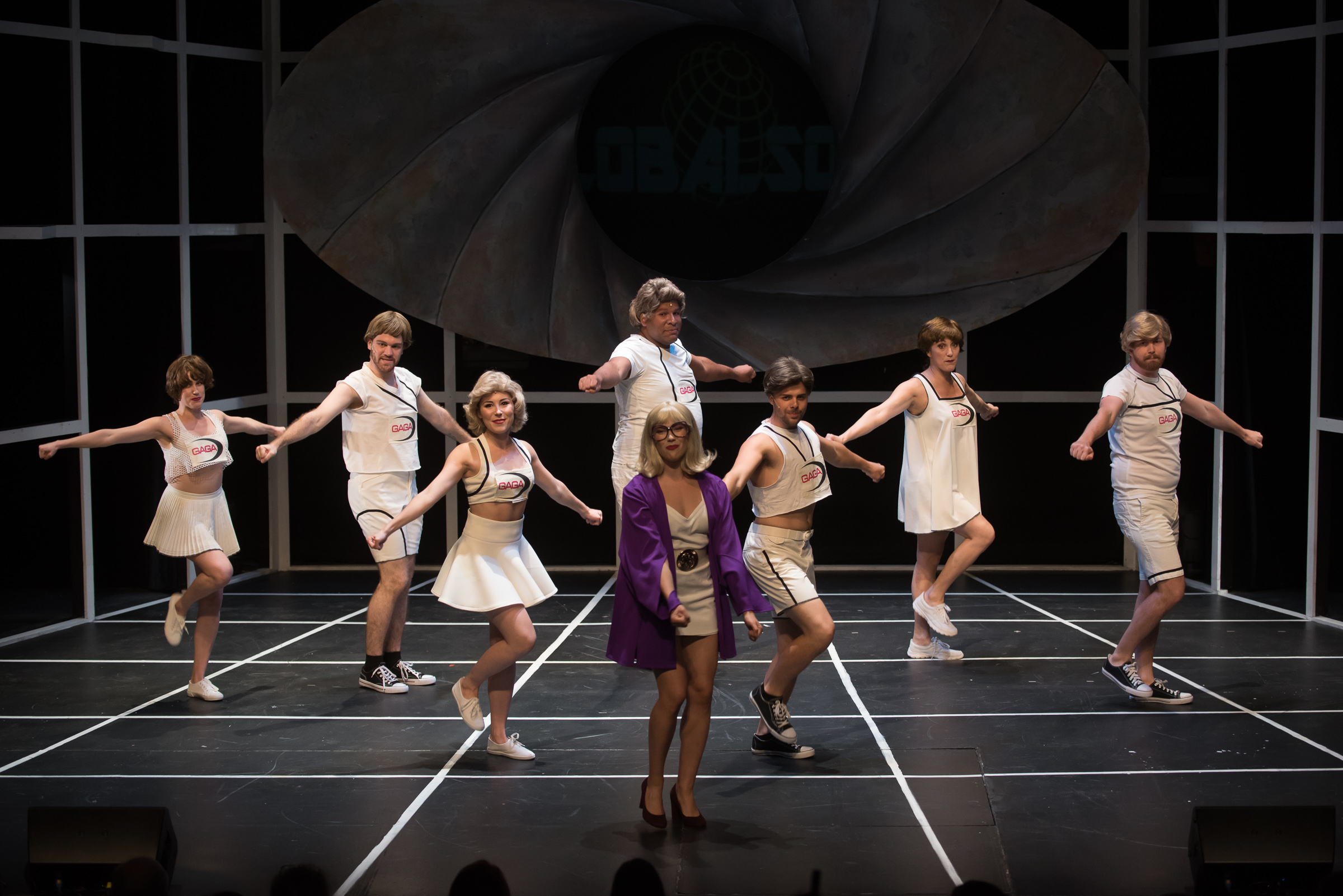
El repartiment del Magnus Theatre interpreta "Radio Gaga" (2017)

Una altra producció es va estrenar al Magnus Theatre de Thunder Bay , Ontario, el 8 de setembre de 2017. Va tocar a un públic exhaurit i es va ampliar i es va tancar el 30 de setembre de 2017.

### Altres produccions
L'abril de 2007 va començar una producció non-equity de We Will Rock You al Jedlicka Performing Art Center de Chicago.
Una producció italiana es va estrenar el 4 de desembre de 2009 a l'Allianz Teatro de Milà , Itàlia. Tots els diàlegs són en italià i gairebé totes les cançons són en anglès, excepte "Radio Ga Ga" i "No One But You". La gira va visitar Milà , Bolonya , Trieste i Roma.
Del 12 de setembre al 18 de desembre de 2010 es va tocar una producció a Estocolm, Suècia, al recinte Cirkus. La producció es va traslladar a Oslo, Noruega el 23 de gener de 2011 a Folketeateret. Va tancar el 16 d'abril de 2011.
Una producció islandesa es va estrenar el 15 d'agost de 2019 al Teatre Háskólabíó de Reykjavík, Islàndia. El diàleg parlat i la majoria de les lletres van ser traduïts a l'islandès per Jóhann Axel Andersen. Dirigida per Vignir Rafn Valþórsson, amb Chantelle Carey com a coreògrafa, el repartiment incloïa Kristinn Óli Haraldsson com a Galileo i Þórhallur Sigurðsson com a pop.
Una producció francesa es va estrenar el 28 de setembre de 2018 al Casino de París de París, dirigida per Ned Grujic, amb coreografia de Raffaele Lucania.
Una gira internacional començarà a les Filipines el 27 d'octubre de 2022, amb parades programades a Corea del Sud, Singapur i Sud-àfrica.
Una nova gira italiana va començar el 2 de febrer de 2023 al Teatro Nazionale de Milà, protagonitzada per Martha Rossi com Scaramouche, Damiano Borgi com Galileo, Natascia Fonzetti com Killer Queen, Salvo Bruno com Khashoggi, Mattia Braghero com a britànic, Alessandra Ferrari com Oz i Massimiliano Colonna com a Pop.
Des de l'any 2006, l'espectacle té llicència per a produccions d'aficionats i escolars al Regne Unit, amb els beneficis destinats al Mercury Phoenix Trust.

## Recepció crítica
Els crítics de Londres van fer una panoràmica gairebé uniforme de l'espectacle, criticant el concepte i la direcció. The Guardian va escriure que la premissa "realment és tan sixth form com sembla", va anomenar la producció "empaquetada i fabricada despietadament" i va opinar que el llibret "de vegades divertit" existia principalment per "idear maneres més improbables d'esborrar una altra cançó de Queen". El Daily Mirror va escriure que "Ben Elton hauria de ser afusellat per aquesta història risible". The Daily Telegraph ho va descriure com "garantit per avorrir-te rígid" i "vulgar en el seu pitjor" Tanmateix, algunes actuacions individuals van rebre elogis.

## Personatges i repartiments
| Personatge       | West End (2002)  | Australia (2003) | Las Vegas (2004)          | Toronto (2007)    | 1a gira al Regne Unit (2009) | Gira nord-americana (2019) | West End (2023)  |
| ---------------- | ---------------- | ---------------- | ------------------------- | ----------------- | ---------------------------- | -------------------------- | ---------------- |
| Galileo          | Tony Vincent     | Michael Falzon   | Tony Vincent Jason Wooten | Yvan Pedneault    | Alex Gaumond                 | Trevor Coll                | Ian McIntosh     |
| Scaramouche      | Hannah Jane Fox  | Kate Hoolihan    | Aspen Miller Kacie Sheik  | Erica Peck        | Sarah French-Ellis           | Keri Kelly                 | Elena Skye       |
| Killer Queen     | Sharon D. Clarke | Annie Crummer    | Patti Russo               | Alana Bridgewater | Brenda Edwards               | Krystal Chance             | Brenda Edwards   |
| Khashoggi        | Alexander Hanson | Ross Girven      | Rich Hebert               | Evan Buliung      | Jonathan Wilkes              | Kyle Gruninger             | Lee Mead         |
| Brit             | Nigel Clauzel    | Jason Chong      | Ty Taylor                 | Sterling Jarvis   | Wayne Robinson               | N/A                        | Adrian Hansel    |
| Meat/Oz          | Kerry Ellis      | Amanda Harrison  | Carly Thomas              | Suzie McNeil      | Georgina Hagen               | Alysse Ernewein            | Christine Allado |
| Pop/Rebel Leader | Nigel Planer     | Robert Grubb     | Douglas Crawford          | Jack Langedijk    | Kevin Kennedy                | N/A                        | Ben Elton        |

### Reemplaçaments notables

#### West End
- Galileo: MiG Ayesa, Peter Johansson, Ricardo Afonso, Alex Gaumond, Noel Sullivan, David Leigh (u/s), Oliver Tompsett
- Scaramouche: Jenna Lee-James, Sabrina Aloueche, Lauren Samuels, Amanda Harrison (u/s), Tamara Wall (u/s), Emma Hatton (u/s)
- Killer Queen: Mazz Murray
- Khashoggi: Clive Carter, Alex McNamara
- Meat: Rachael Wooding, Rachel Tucker, Rachel John, Tamara Wall (u/s), Rebecca Trehearn (u/s)
- Pop: Jeff Shankley, Kevin Kennedy

#### Gira al Regne Unit
- Galileo: Michael Falzon, Noel Sullivan
- Killer Queen: Ashley J Russell
- Khashoggi: Darren Day, Rhydian Roberts, Earl Carpenter, Jonathan Wilkes
- Brit: Leon Lopez
- Pop: Ian Reddington

## Trama

### Primer acte
La història està ambientada exactament 300 anys en el futur en un món vagament orwellià. La Terra ha estat rebatejada com a "iPlanet" (de vegades anomenat "Planet Mall" en produccions més antigues) i està controlada per Globalsoft Corporation ("Innuendo"). A iPlanet, regna la conformitat comercial dominant, en què Ga Ga Kids veu les mateixes pel·lícules, escolta música generada per ordinador, vesteix la mateixa roba i mantenen els mateixos pensaments i opinions. Els instruments musicals estan prohibits i la música rock és desconeguda ("Radio Ga Ga").
A la classe de graduació més recent hi ha l'ovella negra, Galileu, que té somnis i escolta paraules estranyes al cap, la majoria de les quals són lletres de cançons perdudes fa temps, encara que no entén el significat. Malgrat els consells del seu professor, Galileu es nega a conformar-se com la resta dels seus companys ("I Want to Break Free"). És capturat per Khashoggi, comandant de la policia de Globalsoft. El professor també revela una segona anomalia, una dona jove i gòtica anomenada Scaramouche que és burlada i burlada obertament pels seus companys ("Somebody to Love"). Ella també és arrestada per Khashoggi.
El govern de Globalsoft Corporation és Killer Queen ("Killer Queen"). Ha sentit parlar d'una profecia que s'han amagat instruments en algun lloc de l'iPlanet al "lloc del rock viu", i una "estrella brillant" els mostrarà el camí. Ella ordena a Khashoggi que arribi al fons de l'assumpte i aixafi els bohemis rebels que creuen en la profecia. Killer Queen aleshores gaudeix del seu poder sobre iPlanet ("Play the Game").
Galileo i Scaramouche es desperten en un hospital. S'adonen que són esperits afins, temuts per la resta de la seva societat. ("Under Pressure") Fugen junts de l'hospital. Khashoggi ha volat totes les roques de l'iPlanet, però no pot trobar cap suposat instrument ocult. Killer Queen insisteix que han guanyat i que la profecia no es complirà ("A Kind of Magic").
Als carrers, els bohemis Britney i Oz surten de les clavegueres, on han anat recollint materials per fer instruments musicals. Britney és una creient en el Dreamer que complirà la profecia, i insisteix al cínic Oz que és la clau per portar de nou la música real al món ("I Want It All"). Brit i Oz senten passos que s'acosten i s'amaguen.
Arriben Galileu i Scaramouche, amb Galileu parlant de la seva creença que té un destí. Diu que va somiar un nom per a la dona: "Scaramouche". Britney i Oz es revelen, i acusen a Galileo i Scaramouche de ser espies, perquè Galileu no para de pronunciar paraules del "text sagrat". Galileu insisteix que només escolta aquestes paraules al seu cap. Britney el posa a prova, cantant les primeres línies de "Bohemian Rhapsody". Galileu respon correctament amb les línies posteriors, i Britney s'adona que ell és el Somiador de la profecia. Porten Galileo i Scaramouche a l' hotel Heartbreak , que es troba a les ruïnes de l' estació de metro de Tottenham Court Road , on els bohemis han establert la seva llar ("Headlong"). Cal destacar que la producció original de Londres es presenta al Dominion Theatre, que es troba a sobre de l'estació de metro de Tottenham Court Road real.
Els bohemis expliquen a Galileu i Scaramouche que prenen els seus noms després de cantants desapareguts fa temps, i ploren la mort dels que van morir joves ("No One But You"). Aleshores, el grup celebra la raó per la qual les bandes de rock van començar a tocar música en primer lloc, que va ser per amor ("Crazy Little Thing Called Love").
En Khashoggi i la seva policia arriben de sobte a l'hotel Heartbreak, on apleguen els bohemis per capturar-los. Britney s'allibera i lluita contra la policia per permetre a Galileo i Scaramouche escapar, però en el procés és morta.

### Acte segon
Els Ga Ga Kids de l'iPlanet avancen a la seva manera habitual ("One Vision").
Galileo i Scaramouche s'han escapat de l'hotel Heartbreak i s'adonen que a l'hospital, els dispositius de seguiment s'han instal·lat al seu cap. Els treuen i, en adonar-se que són tot el que queda dels rebels, es confessen el seu amor els uns pels altres ("Who Wants to Live Forever").
Els bohemis supervivents han estat atropellats per Khashoggi per ser torturats ("Flash"). Quan no pot obtenir cap informació d'ells sobre la profecia, els fa esgotar el cervell ("Seven Seas of Rhye"—interpolant "Lazing on a Sunday Afternoon").
Galileu es desperta i li diu a Scaramouche que va tenir un somni que els bohemis van ser enviats als set mars de Rhye. Scaramouche accepta que han d'anar-hi, però aleshores Galileo insisteix que ella es quedi perquè és una "pollet", a la qual cosa Scaramouche s'ofensa. Discuten i decideixen que tots dos aniran als Seven Seas of Rhye, però la seva relació serà purament professional.
De tornada a la seu de Globalsoft ("Fat Bottomed Girls") Khashoggi informa que els bohemians ja no són un problema. Killer Queen comença prematurament a celebrar ("Don't Stop Me Now"). Khashoggi la interromp, explicant que Galileu i Scaramouche van escapar. Killer Queen declara que aquesta és l'última vegada que Khashoggi l'ha decebut i el té el cervell esgotat ("Another One Bites the Dust").
Galileo i Scaramouche estan fent el seu camí cap als Set Mars de Rhye, discutint tot el camí ("Hammer to Fall"). Al pub Seven Seas of Rhye de Montreux, Pop, el bibliotecari, serveix begudes als bohemis sense vida ("These Are the Days of Our Lives"). Quan Galileo i Scaramouche arriben, Pop els explica la naturalesa completa de la profecia tal com l'inscriuen els tres membres restants de la banda Queen just abans de ser condemnats a mort (Brian May, la seva última petició va ser un solo de guitarra final, sembla que va retardar el seu execució durant tres dies i mig). Scaramouche descobreix que l'estrella brillant i brillant de la profecia és l'estàtua de l'estrella del rock Freddie Mercury, i que apunta a l'estadi de Wembley, el "lloc del rock viu". Després de preparar-se inicialment per viatjar en bicicleta, (obertura de "Bicycle Race") Scaramouche protesta que el mètode "no és molt guai", i per això viatgen fins allà en moto. ("Headlong [reprise]")
L'estadi de Wembley està en ruïnes, sense cap instrument per trobar-se. Reconciliant-se i el seu amor per l'altre reavivat ("Love of My Life"), Scaramouche inspira a Galileo a interpretar l'obertura de "We Will Rock You", i es revela una guitarra elèctrica. Galileo no pot tocar-la, però Scaramouche sí ("Brighton Rock solo"). El pop entra a la xarxa de Globalsoft perquè tothom pugui escoltar la seva música a l'iPlanet i Killer Queen és derrotat ("Tie Your Mother Down", "We Will Rock You/We Are the Champions").
Després de les crides del teló ("We Will Rock You [versió ràpida]"), tota la companyia interpreta "Bohemian Rhapsody" com a bis .

### Variacions
Les produccions internacionals del musical presenten canvis en la història i la programació de cançons per arribar millor al públic objectiu. Tots els personatges principals conserven la seva personalitat general a través de les produccions, però els noms varien segons la producció.
El diàleg conté moltes referències a la cultura popular, amb lletres de nombroses cançons i àlbums que no són Queen inserits al text. Aquestes referències canvien constantment i, segons l'escriptor Elton, això és per mantenir l'espectacle "fresc". Les cançons a les quals s'ha fet referència inclouen "Help!", "Strawberry Fields Forever", "Penny Lane", "Lucy in the Sky with Diamonds", "I Am the Walrus" i "Hello, Goodbye" de The Beatles, "Tutti Fruitti" i "Long Tall Sally" de Little Richard, el tema de The Wombles, The Goodies' "Funky Gibbon", "Born to Run" de Bruce Springsteen, "Rebel Rebel" i "Space Oddity" David Bowie, "Wild Thing" de The Wild Ones', "Honky Tonk Women" de The Rolling Stones, "Mr. Tambourine Man" de Bob Dylan, "Dancing Queen" i "Fernando"d'ABBA, "(What's the Story) Morning Glory?" d'Oasis, "The Real Slim Shady" d'Eminem, "Wannabe" de les Spice Girls, "Goodbye Yellow Brick Road" d'Elton John, "Agadoo" de Black Lace's, "Complete Control" de The Clash, Teletubbies i cançons d'Amy Winehouse i Michael Jackson. May va actuar sovint amb la producció de Londres en ocasions especials com ara aniversaris i l'aniversari de Freddie Mercury. A l'última actuació de la producció original el 2014, ell i Roger Taylor van actuar.
Hannah Jane Fox, que va originar Scaramouche, va ser l'últim membre principal del repartiment original que va romandre amb el programa. Va donar la seva darrera actuació el 28 de gener de 2006, quatre anys després de l'obertura del musical al Dominion Theatre, i l'esdeveniment es va celebrar amb May apareixent a l'escenari per interpretar el solo de guitarra durant el bis de "Bohemian Rhapsody".
El 5 de setembre de 2006, el programa de Londres va celebrar el que hauria estat el 60è aniversari de Freddie Mercury. Durant la cançó " Don't Stop Me Now ", cantada habitualment per Killer Queen, la banda " McFly " (que estava al número 1 amb la cançó a les llistes de senzills la setmana anterior) va sortir a l'escenari per cantar-la Brian May i Roger Taylor es van unir al bis, interpretant " Say It's Not True " de Taylor com a duo. Ben Elton també es va dirigir al públic en aquesta ocasió especial. La setmana següent, les entrades per a l'espectacle de Londres es van posar a la venda des de 19,46 £, l'any de naixement de Mercury.
El 14 de maig de 2007, l'espectacle de Londres va celebrar el seu cinquè aniversari amb un espectacle especial amb May i Taylor tocant a la secció final de l'espectacle. L'escriptor Ben Elton també va fer una aparició per presentar una placa especial al repartiment, May i Taylor. Durant la part de l'espectacle basat al bar Pop, la línia "Però el propietari del pub té una bicicleta" va ser seguida per un cameo del còmic britànic Al Murray, que va pujar per l'escenari amb una motocicleta.
L'actuació del sisè aniversari de l'espectacle de Londres es va celebrar el 21 de maig de 2008, una setmana després del seu aniversari real a causa de la indisponibilitat de Brian May. Per primera vegada des de l'obertura de l'espectacle, el personatge de Killer Queen va interpretar la cançó sencera "Don't Stop Me Now", un número musical que normalment és interromput pel personatge Khashoggi. Aquesta actuació única és reconeguda pel diàleg de Killer Queen: "No, no em vas deixar acabar, no em vas deixar acabar mai. Durant sis llargs anys, nit rere nit, setmana rere setmana, any rere any. Bé, aquesta nit, jo' Vaig a acabar", a la qual cosa Khashoggi va respondre: "No està al guió!" Killer Queen va procedir a cridar: "A la merda del guió!" abans de continuar la cançó. A més, May es va unir a Killer Queen i als ballarins a l'escenari per a l'actuació. Després del bis, Elton va fer un discurs d'agraïment, després del qual tot el repartiment va interpretar " The Show Must Go On ", acompanyat de May a la guitarra.
El setè aniversari de l'espectacle de Londres es va celebrar el dilluns 18 de maig de 2009. L'espectacle va incloure una aparició especial de Brian May i Ben Elton que van sorgir junts en un núvol de fum durant la interpretació bis de " Bohemian Rhapsody " amb May tocant la guitarra. Com l'any anterior, Elton va donar un discurs d'agraïment i tot el repartiment va interpretar " The Show Must Go On ", acompanyat per May a la guitarra.
El dissabte 12 de setembre de 2009 a la matinada, Brian May va tornar a emergir en un núvol de fum tocant la guitarra a "Bohemian Rhapsody". El motiu d'aquesta aparició no estava clar. Va tornar a fer el mateix a la matinada del dissabte 14 de novembre de 2009.
El diumenge 31 de gener de 2010 a The O2 Dublin, Brian May va tornar a tocar "Bohemian Rhapsody" amb la companyia durant el final tant de la matinada com de la nit per celebrar el final de la seva gira d'un any.
El dissabte 5 de setembre de 2010, May també va aparèixer a través d'un núvol de fum, de nou per interpretar "Bohemian Rhapsody". Això es va deure al canvi de repartiment anual, així com a una celebració del que hauria estat el 64è aniversari de Freddie Mercury , i després Brian va donar un discurs de comiat al repartiment que marxava.
El dissabte 5 d'octubre de 2013, May va aparèixer a través del núvol de fum per tocar "Bohemian Rhapsody" una vegada més. Això va ser perquè es va canviar de repartiment i alguns dels repartiments se n'anava. May va semblar molt emotiu quan donava el seu discurs.
La gira del 20è aniversari del Regne Unit, també dirigida per Ben Elton, va ser coreografiada i posada en escena per Jacob Fearey. Aquesta versió es va estrenar al King's Theatre amb el repartiment complet a l'escenari de "Innuendo". El guió és el mateix que la versió de School Cast, però amb menys elements de l'original. "Play the Game" es talla i el cor està entre bastidors de la majoria dels números. "Don't Stop Me Now" es deixa íntegrament, sense que Khashoggi interrompi Killer Queen. Per primera vegada a la història del programa, "The Show Must Go On" s'ha afegit a l'Acte 1 de tancament de la producció. [84]
A la nova versió del West End, a l'acte 2, "Love of My Life" només es toca com a instrumental breu. Alguns dels elements de la producció de la gira del 20è aniversari es mantenen.

## Personatges
Galileo Figaro: el personatge central del musical; un somiador que escolta paraules estranyes al seu cap. Finalment es revela que és una reencarnació de Freddie Mercury. El nom del personatge és una referència a la lletra de la cançó de Queen "Bohemian Rhapsody".
Scaramouche: un personatge sarcàstic i cínic i l'interès amorós de Galileu. Al final mostra talent tocant la guitarra elèctrica, i Galileo declara que és una reencarnació de Brian May, només que aquesta vegada "és un nen". El nom del personatge és una referència a la lletra de la cançó de Queen "Bohemian Rhapsody".
Killer Queen: la villana del musical, governa iPlanet amb mà de ferro. El nom del personatge és una referència a la cançó de Queen "Killer Queen".
Brit (alternativament Paris, Duff, Vic i JB) - Brit, abreviatura de Britney Spears, és el principal rebel masculí de Bohèmia. En altres produccions, el seu nom és o bé Paris (abreviatura de Paris Hilton), Duff (abreviatura de Hilary Duff), Vic (abreviatura de Victoria Beckham) o JB (abreviatura de Jeanette Biedermann).
Meat (alternativament Oz, Ozzy) - Meat, abreviatura de Meat Loaf, és la principal dona bohèmia. En algunes produccions, el personatge rep el nom d'Oz en honor a Ozzy Osbourne.
'Comandant Khashoggi : el segon al comandament de Killer Queen, és el cap de la policia de Globalsoft i realitza la feina bruta de Killer Queen. El nom del personatge és una referència a la cançó de Queen "Khashoggi's Ship" (que tracta sobre el traficant d'armes saudita Adnan Khashoggi).
Pop (alternativament Polo, Bap, DJ, Buddy, Cliff o simplement Rebel Leader): un bibliotecari gran que intenta esbrinar la "data exacta de la mort de la música" (basat en l'accident d'avió el 3 de febrer de 1959 que va matar Buddy Holly, Ritchie Valens i el Big Bopper), que en algunes produccions està enamorat de Scaramouche, es creu que porta el nom de la creació de programes de talent televisiu de realitat (l'exemple donat varia segons la producció, però inclou Popstars, Pop Idol, The X Factor o el variant regional rellevant). Probablement rep el nom d' Iggy Pop o simplement un diminutiu de "Avi". A la producció alemanya el seu nom complet és "Bap Niedecken". El nom fa referència a la banda alemanya "Bap" (dialecte de Colònia per a "Papa" = "Pare") i al cantant Wolfgang Niedecken. En la producció brasilera el seu nom és "Toca Raul", una referència a Raul Seixas, i a una expressió popular associada a ell (Toca Raul = Play Raul) però que també es diu durant molts concerts de rock al Brasil, independentment del cantant.
Altres bohemis: els altres bohemis tenen noms que canvien constantment seguint les tendències dels mitjans. Aquests solen estar relacionats amb la música, i han inclòs Paul McCartney, Bruce Springsteen, Robbie Williams, Beyoncé, Madonna, Amy Winehouse, Bob the Builder, Boy George, Cliff Richard, Spice Girls, Elton John, Jackson Five, David Bowie, Prince, Burton Cummings, John Farnham, Charlotte Church, Crazy Frog, Eddie Cochran, Avril Lavigne, Shania Twain, Lily Allen, Kelly Osbourne i Clay Aiken, Cheeky Girls, Kurt Cobain i recentment Michael Jackson, Whitney Houston, Gary Barlow, Lady Gaga, Bieber, Katy Perry, Britney Spears, Jay Z i Frankie Valli.

## Música
Com a musical de jukebox, la música de l'espectacle consta completament de material de Queen. Els números musicals de la producció original de Londres són els següents 
| Acte I 1. "Innuendo" – Freddie Mercury i ensemble 2. "Radio Ga Ga" – Ga Ga Kids 3. "I Want to Break Free" – Galileo 4. "I Want to Break Free" (reprise) – Scaramouche 5. "Somebody to Love" – Scaramouche i Teen Queens 6. "Killer Queen" – Killer Queen i Yuppies 7. "Play the Game" – Killer Queen i Yuppies 8. "Death on Two Legs"* (instrumental) 9. "Under Pressure" – Galileo i Scaramouche 10. "A Kind of Magic" – Killer Queen, Khashoggi i Yuppies 11. "I Want It All" – Brit i Meat 12. "Headlong" – Brit, Meat, Galileo i Scaramouche 13. "No-One but You (Only the Good Die Young)" – Meat i Bohemians 14. "Crazy Little Thing Called Love"* – Brit, Meat, Galileo, Scaramouche i Bohemians 15. "Ogre Battle" (instrumental) | Acte II 1. "One Vision" / "Radio Ga Ga" (reprise) – Ga Ga Kids 2. "Who Wants to Live Forever" – Galileo i Scaramouche 3. "Flash" – Bohemians 4. "Seven Seas of Rhye" – Khashoggi i Bohemians 5. "Fat Bottomed Girls"* – Queen, Killer Queen i Sex Yuppies 6. "Don't Stop Me Now" – Killer Queen 7. "Another One Bites the Dust" – Killer Queen 8. "Hammer to Fall" – Galileo i Scaramouche 9. "These Are the Days of Our Lives" – Pop i Bohemians 10. "Bicycle Race"* – Bohemians 11. "Headlong" (reprise)* – Galileo, Scaramouche i Pop 12. "Love of My Life" – Bohemians 13. "Brighton Rock" solo* (instrumental) 14. "Tie Your Mother Down"* (instrumental) 15. "We Will Rock You" – Galileo i Bohemians 16. "We Are the Champions" – Galileo I Conjunt | Encore 1. "We Will Rock You" (fast version) – Conjunt 2. "Bohemian Rhapsody" – Entire cast |

Més tard a la producció de Londres, la seqüència "One Vision" va ser canviada per incloure la veu gravada de Freddie Mercury per al pont. Anteriorment, el pont havia estat cantat pel conjunt.
A la producció original de Londres, "Fat Bottomed Girls" va ser un breu interludi instrumental abans de "Another One Bites the Dust". Les produccions internacionals posteriors van ampliar la cançó en una seqüència completa de cançons i balls. A causa de la resposta positiva, el canvi es va traslladar de nou a la producció de Londres.
Per a la producció d'un sol acte de Las Vegas, "Who Wants to Live Forever" es substitueix per "You're My Best Friend". A la gira nord-americana 2013-14, "You're My Best Friend" s'afegeix després de "I Want It All.""Who Wants to Live Forever" es restableix, després de "Flash" i "Seven Seas of Rhye."
Per a la gira a Australàsia, la producció canadenca i la gira nord-americana 2013-14, "Play the Game" es substitueix per "Now I'm Here".
Per a la producció canadenca renovada i la gira nord-americana 2013-14, s'elimina "One Vision", "Flash" i "Seven Seas of Rhye" es reposicionen a l'inici del segon acte.
Per a la gira del 20è aniversari del Regne Unit, "Play the Game" es talla i se substitueix per "The Show Must Go On", que es posiciona al final de l'acte primer. A més, "Don't Stop Me Now" s'estén a tota la durada de la cançó d'aquesta producció i ara és un duet entre Killer Queen i Scaramouche.
En ocasions especials, "The Show Must Go On" s'afegeix al bis.
Per a la producció del West End de 2023, "Play the Game" també va ser substituït per "The Show Must Go On" al final de l'acte primer. "Don't Stop Me Now" es reprodueix sencer. "Radio Ga Ga" no es reprodueix com a repetició després de "One Vision" a l'acte segon. "Love of My Life" només es toca com a instrumental breu a l'acte segon.

### Enregistraments
El novembre de 2002 es va publicar una gravació del repartiment de la producció londinenca original.No totes les cançons del programa estaven incloses a l'àlbum, les pistes omeses s'han marcat* a la llista anterior. L'agost de 2003, l'enregistrament del repartiment de Londres va rebre una reedició d'una edició australiana, que contenia una pista extra de l'original australiana Killer Queen, Annie Crummer, cantant una versió d'estudi de "Another One Bites the Dust".
El 2004, Kerry Ellis, que va ser l'original Meat a la producció de Londres, va treballar amb Brian May per gravar una versió d'estudi instrumental de "No One But You (Only the Good Die Young)". Aquesta versió està disponible a través del lloc web oficial de Queen i al senzill CD de llançament limitat d'Ellis titulat Wicked in Rock.
L'any 2004 es va publicar una gravació del repartiment de Madrid. La gravació inclou un segon disc addicional que conté una versió d'estudi ampliada traduïda a l'espanyol de "No One But You" ("Solo Por Ti") cantada per la Meat original, Eva María Cortés, i un vídeo. clips de la producció original de Madrid.
L'any 2005 es va publicar una gravació del repartiment de Colònia. És l'única gravació del repartiment de We Will Rock You que conté "Fat Bottomed Girls".
El 2012, es va publicar una edició del 10è aniversari de London Cast Recording, que comprenia l'àlbum de gravació del repartiment original, juntament amb un CD que contenia material addicional.

## Premis i nominacions

### Producció original de Londres
| Any  | Premis                  | Categoria                                             | Nominat                | Resultat  |
| ---- | ----------------------- | ----------------------------------------------------- | ---------------------- | --------- |
| 2003 | Premis Laurence Olivier | Millor Actuació en un Paper de Repartiment de Musical | Sharon D. Clarke       | Nominat   |
| 2010 | Premis Laurence Olivier | Espectacle Més Popular                                | Espectacle Més Popular | Nominat   |
| 2011 | Premis Laurence Olivier | Espectacle Més Popular                                | Espectacle Més Popular | Guanyador |

### Austràlia
| Any  | Premis         | Categoria                                         | Nominat                              | Resultat  |
| ---- | -------------- | ------------------------------------------------- | ------------------------------------ | --------- |
| 2004 | Premi Helpmann | Millor Musical                                    | Millor Musical                       | Nominat   |
| 2004 | Premi Helpmann | Millor actor en un musical                        | Michael Falzon                       | Nominat   |
| 2004 | Premi Helpmann | Millor actriu en un musical                       | Kate Hoolihan                        | Guanyador |
| 2004 | Premi Helpmann | Millor actor en un paper secundari en un musical  | Robert Grubb                         | Guanyador |
| 2004 | Premi Helpmann | Millor actriu en un paper secundari en un musical | Amanda Harrison                      | Guanyador |
| 2004 | Premi Helpmann | Millor direcció d'un musical                      | Ben Elton                            | Nominat   |
| 2004 | Premi Helpmann | Millor coreografia en un musical                  | Arlene Phillips                      | Nominat   |
| 2004 | Premi Helpmann | Millor Direcció Musical                           | Mike Dixon, Brian May i Roger Taylor | Guanyador |
| 2004 | Premi Helpmann | Millor disseny de so                              | Bobby Aitken                         | Guanyador |

### Sud-àfrica
| Any  | Premis                | Categoria                                                      | Nominat        | Resultat  |
| ---- | --------------------- | -------------------------------------------------------------- | -------------- | --------- |
| 2006 | Premis Naledi Theatre | Millor actuació masculina en un musical                        | Neels Calsen   | Nominat   |
| 2006 | Premis Naledi Theatre | Millor actuació femenina en un musical                         | Helen Burger   | Nominat   |
| 2006 | Premis Naledi Theatre | Millor actuació de comèdia (masculí) - Obra, Musical o Revista | Malcolm Terrey | Nominat   |
| 2006 | Premis Naledi Theatre | Millor director musical/partitura/arranjament                  | Bryan Schimmel | Nominat   |
| 2006 | Premis Naledi Theatre | Millor disseny de so de teatre                                 | Mark Malherbe  | Guanyador |

### Toronto
| Any  | Premis                  | Categoria                                                    | Nominat                          | Resultat  |
| ---- | ----------------------- | ------------------------------------------------------------ | -------------------------------- | --------- |
| 2007 | Premis Dora Mavor Moore | Producció destacada d'un musical                             | Producció destacada d'un musical | Guanyador |
| 2007 | Premis Dora Mavor Moore | Actuació destacada d'un home en un paper principal: musical  | Yvan Pedneault                   | Nominat   |
| 2007 | Premis Dora Mavor Moore | Actuació destacada d'una dona en un paper principal: musical | Erica Peck                       | Nominat   |
| 2007 | Premis Dora Mavor Moore | Direcció destacada d'un musical                              | Ben Elton                        | Nominat   |
| 2007 | Premis Dora Mavor Moore | Coreografia destacada en una obra de teatre o musical        | Arlene Phillips                  | Nominat   |
| 2007 | Premis Dora Mavor Moore | Direcció Musical destacada                                   | Rick Fox                         | Nominat   |
| 2007 | Premis Dora Mavor Moore | Disseny de vestuari excepcional                              | Tim Goodchild                    | Nominat   |
| 2007 | Premis Dora Mavor Moore | Disseny/composició de so excepcional                         | Bobby Aitken                     | Nominat   |